# Tellement j'ai d'amour…
Albums de Céline Dion
Céline Dion chante Noël
(1981) Les Chemins de ma maison
(1983)
Singles
1. Tellement j'ai d'amour pour toi
Sortie : 13 décembre 1982
2. D'amour ou d'amitié
Sortie : 25 avril 1983

Tellement j'ai d'amour… est le troisième album de Céline Dion, sorti le 7 septembre 1982.

## Historique
« Cet album je le dédie à ma mère qui veille sur moi avec tellement d'amour. »

— Céline Dion
Tellement j'ai d'amour… remporte quatre Prix Félix, dont le premier Prix Félix pour un des albums de Céline Dion. Il est également son premier disque de platine. Distribué exclusivement au Québec, le disque y est un succès. Avec le premier single Tellement j'ai d'amour pour toi — qui se place numéro 3 au Québec —, Dion remporte la médaille d'or pour la meilleure chanson au Yamaha Music Festival à Tokyo, au Japon. Le second single D'amour ou d'amitié est un succès, atteignant la première position des ventes au Québec et est certifié disque d'or pour 50 000 ventes. L'année suivante, le single D'amour ou d'amitié la fait connaître en France et en Belgique.
A noter le titre "la voix du bon dieu" est de nouveau présent dans cet album. C'était le titre éponyme de son 1er album.

## Liste des titres
| No | Titre                              | Auteur                                        | Durée |
| -- | ---------------------------------- | --------------------------------------------- | ----- |
| 1. | D'amour ou d'amitié                | Jean-Pierre Lang, Eddy Marnay, Roland Vincent | 4:02  |
| 2. | Le Piano fantôme                   | François Cousineau, Luc Plamondon             | 3:33  |
| 3. | Tu restes avec moi                 | Cousineau, Marnay                             | 3:18  |
| 4. | Tellement j'ai d'amour pour toi    | Hubert Giraud, Marnay                         | 2:57  |
| 5. | Écoutez-moi                        | Marnay, André Popp                            | 3:01  |
| 6. | Le Tour du monde                   | Jean-Pierre Calvet, Marnay                    | 3:06  |
| 7. | Visa pour les beaux jours          | Thierry Geoffroy, Christian Loigerot, Marnay  | 3:24  |
| 8. | La Voix du Bon Dieu                | Marnay                                        | 3:21  |
| 9. | Le Vieux Monsieur de la rue Royale | Marnay, Alain Noreau                          | 4:05  |

## Classements et certifications

### Classements hebdomadaires
| Classement (1983) | Meilleure position |
| ----------------- | ------------------ |
| Québec (ADISQ)    | 3                  |

### Certifications
| Pays           | Certifié | Ventes certifiées |
| -------------- | -------- | ----------------- |
| Canada (ADISQ) | Platine  | 150 000           |

## Distribution
| Pays   | Date             | Label   | Format   | Catalogue  |
| ------ | ---------------- | ------- | -------- | ---------- |
| Canada | 7 septembre 1982 | Saisons | Disque   | SNS 80007  |
| Canada | 7 septembre 1982 | Saisons | Cassette | SNS 480007 |

## Récompenses
| Année | Gala                             | Récompenses                                               |
| ----- | -------------------------------- | --------------------------------------------------------- |
| 1982  | Yamaha Music Festival Awards     | Gold Medal Best Song Tellement j'ai d'amour pour toi      |
| 1982  | Yamaha Symphony Orchestra Awards | Best Artist                                               |
| 1983  | Prix Félix                       | Révélation de l'année                                     |
| 1983  | Prix Félix                       | Album de l'année / Populaire pour Tellement j'ai d'amour… |
| 1983  | Prix Félix                       | Interprète féminine de l'année                            |
| 1983  | Prix Félix                       | Artiste québécois s'étant le plus illustré hors Québec    |